# Carl Hochschild
Carl Hochschild, född 3 oktober 1785, död 1 september 1857, var en svensk friherre och diplomat. Han var son till Rutger Fredrik Hochschild och far till Carl Fredrik Hochschild.
Efter tjänstgöring i kabinettet för utrikes brevväxling och vid olika beskickningar blev han minister i Köpenhamn 1821–1836, kammarherre 1826, minister i Haag 1836–1841, i Wien 1845–1850, envoyé i Berlin 1850–1854 och i London 1854–1857.
Hochschild adlades 1817 med nummer 2266 och upphöjdes till friherre 1839 under nummer 391. Sonsonen Carl Ludvig Erik Joakim slöt ätten 1898.